# メタ磁性
メタ磁性（メタじせい）は、物質が急速に強く磁化される現象である。固体物理学の多くの対象を含むテーマであるため、長らく研究されてきた。これは、外部の磁場がスピンの反強磁性などを破り、スピンを磁場方向に揃えることで発生する。反強磁性体では塩化鉄(II)などに現れる。